# Челябінський метрополітен
Челябінський метрополітен (рос. Челябинский метрополитен) — лінія метрополітену що повільно будується з 1992 року в місті Челябінськ, Росія. Планується що метрополітен стане другим на Уралі після Єкатеринбурзького метро та дев'ятим на території Росії.

## Історія
Розмови про необхідність будівництва метрополітену в Челябінську почалися наприкінці 1960-х років, коли розробниками генплану міста була на майбутнє запропонована система з двох ліній метро. Але далі розмов діло не пішло. Повернулися до ідеї наприкінці 1970-х, невдовзі після того як населення міста перевищило 1 мільйон. Геолого-розвідувальні роботи на трасі майбутньої лінії почалися у 1983 році, у наступному році розпочалися проєктувальні роботи. Будівництво метрополітену розпочалося у 1992 році, планувалося початкову ділянку лінії «Комсомольська площа»—«Проспект Перемоги» з 4 станцій довжиною 5,7 км відкрити у 2000 році, але через недофінансування за наступне десятиліття будівництво практично не просунулося вперед. Ситуація покращилася тільки на початку 2000-х, тоді ж розпочалося будівництво станцій. У 2004 році був придбаний сучасний тунелепрохідницький комплекс, використання якого значно прискорило спорудження тунелів. До 2008 року фінансування будівництва з бюджетів всіх рівнів постійно збільшувалося, що давало надію на завершення будівництва в недалекому майбутньому. У 2007 році владою області навіть розглядалася можливість придбання другого тунелепрохідницького комплексу.
Ситуація змінилася у 2010 році. Через стагнацію економіки, федеральний уряд відмовився співфінансувати проєкт, влітку навіть повстало питання про зупинку будівництва через відсутність коштів. У вересні того ж року, обласна влада після консультації з експертами, вирішила все ж повільно продовжувати будівництво ніж консервувати об'єкт. Для цих цілей в бюджеті області щороку передбачалося виділення невеликих коштів, достатніх для підтримки безпечного стану збудованих об'єктів та будівництва декількох десятків метрів нового тунелю.

## Сучасний стан
Станом на кінець 2019 року будівництво метрополітену повільно продовжується коштом бюджету області. За минуле десятиліття, ані з федерального ані з бюджету міста кошти на будівництво не виділялися. За весь час будівництва вдалося побудувати декілька кілометрів тунелів, та станції «Комсомольська площа» та «Торговельний центр» без оздоблення. На завершення будівництва першої черги лінії потрібно приблизно 25 мільярдів рублів, на добудову першої лінії в повному складі за різними оцінками потрібно від 75 до 100 мільярдів рублів. Таких коштів в бюджеті області немає. За умов сучасного рівня фінансування, що складає приблизно 1 мільярд щороку, завершення будівництва першої черги станеться не раніше ніж у 2040-х роках. Але за умов безперебійного повного фінансування завершити будівництво лінії можливо за 4 роки.

## Галерея

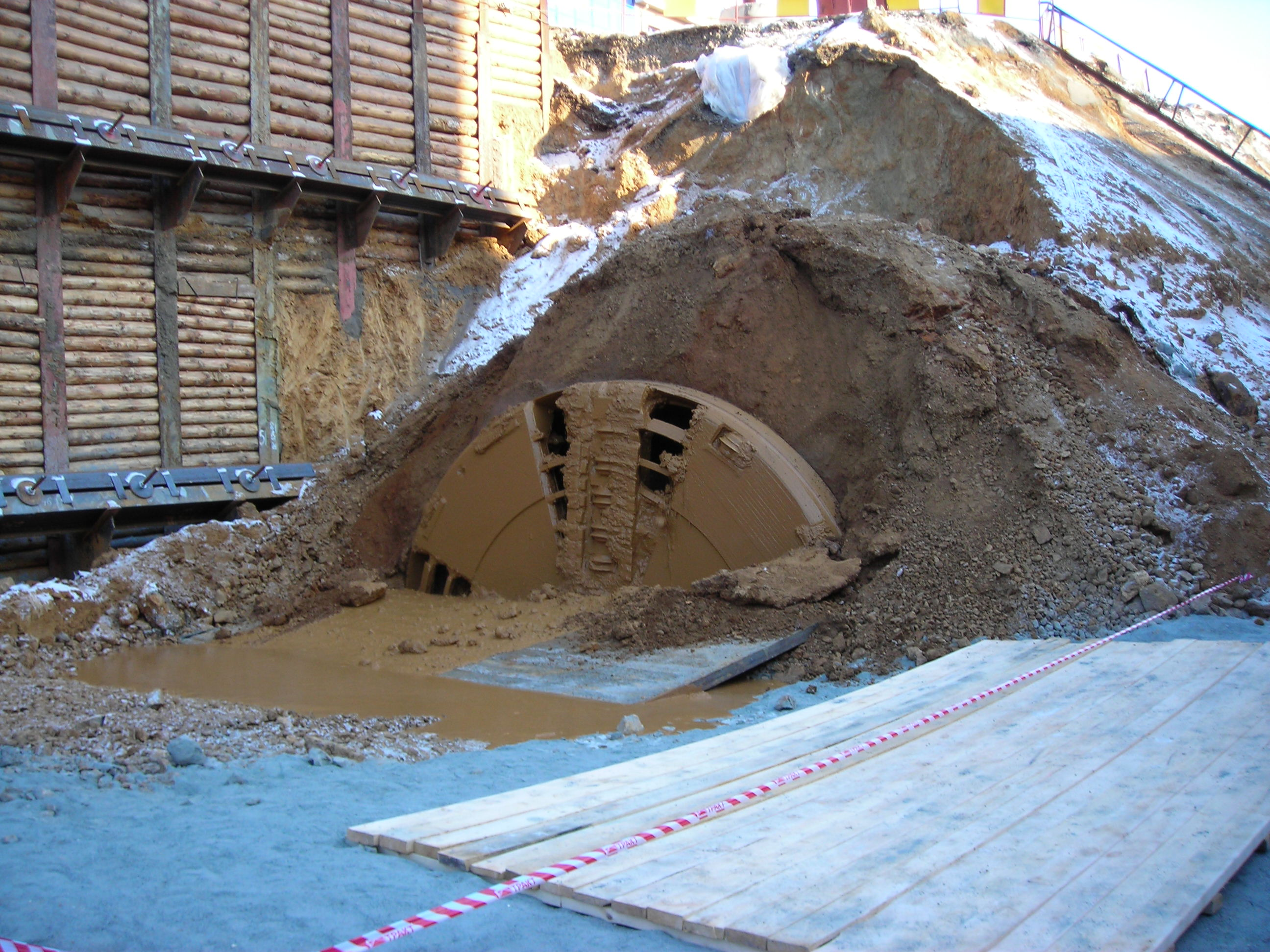
Тунелепрохідницька машина виходить в камеру модернізації (2007 рік)
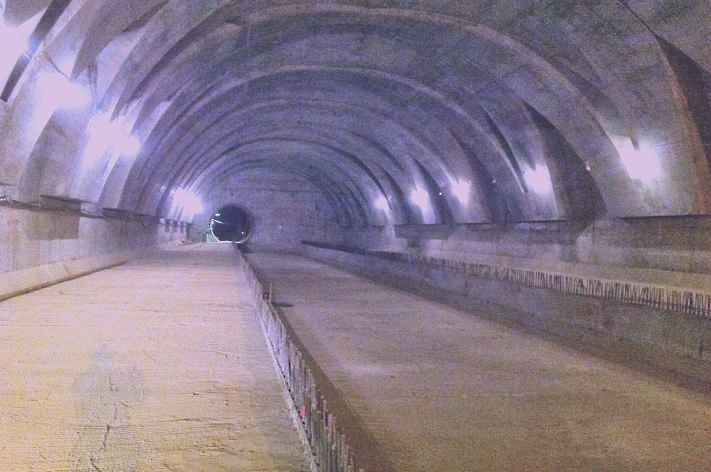
Станція «Комсомольська площа» станом на 2017 рік
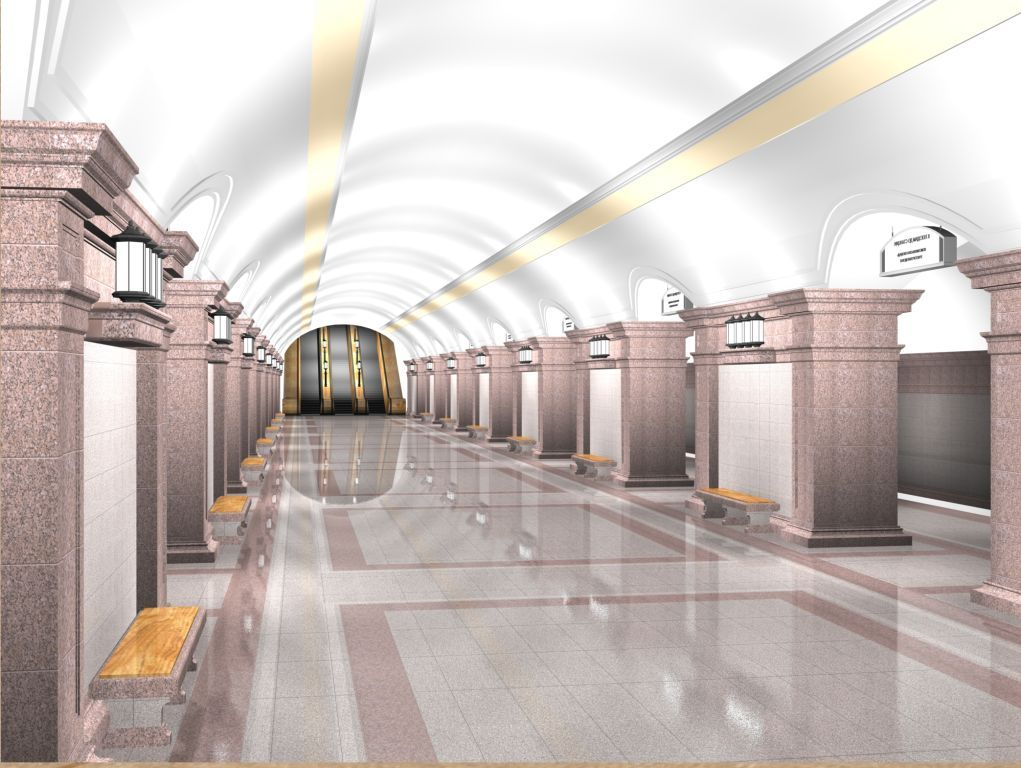
Проєкт майбутньої станції «Площа революції»